# 佐々木典士
佐々木 典士（ささき ふみお、1979年 - ）は、日本の作家、編集者、ミニマリスト。
ミニマリストという言葉は、佐々木の著書『ぼくたちに、もうモノは必要ない。』（ワニブックス）によって、日本国内に広く知られることになった。｢ミニマリスト｣という言葉は本書の影響力の大きさも貢献し、その後、2015年のユーキャン新語・流行語大賞にノミネートされた。
『ぼくたちに、もうモノは必要ない。』は、世界26か国語に翻訳され、世界累計で78万部（電子書籍含む）以上のベストセラーとなっている。

## 経歴
1979年、香川県に生まれる。早稲田大学教育学部を卒業後、雑誌『BOMB!』や『STUDIO VOICE』の編集者を務め、その後、独立しフリーランスとなる。
2013年末にクロアチアの島に撮影で訪れた際、雨でホテルの部屋に閉じ込められた経験をきっかけにミニマリズムに目覚めた。古いホテルの部屋の質素さと、共に撮影していた沼畑から「ミニマリスト」という言葉を紹介され、インターネットで調べたところ、身軽で自由な生活を送る人々の姿に感銘を受けたという。
2014年、クリエイティブ・ディレクターの沼畑直樹と共にウェブサイト「Minimal & Ism」を開設した。
その後、勤めていた会社を退職し、2017年2月に京都（奈良に近い地方）へ引っ越した。自身のブログには、「京都の端っこの巨大な研究所の１室に住み始めた。４ha（４万平米）の巨大な敷地。昼間は職員の方はいるが、夜になれば真っ暗で住んでいるのはぼく１人。」と記している。
YouTubeチャンネル「ムビコレ」のインタビュー「ストイックすぎて孤高の人に!? ミニマリスト佐々木典士がかつての自分を振り返って思うコト【佐々木典士インタビューPart1】」内において、2019年に語学学習を目的としてフィリピンへ渡航したと語った。現地では留学生活を経てリタイアメントビザを取得し、長期滞在を行っていた。しかし2020年の新型コロナウイルス感染症（COVID-19）の世界的流行により日本への帰国を余儀なくされ、現在は実家のある香川県を拠点としている。
2025年、インドを訪問。マザーテレサの施設でボランティアを行った。
2025年3月5日、7年ぶりの新刊『自炊の壁』が発売された。

## 人物
- 当時、15個しか荷物を持っていなかった、アンドリュー・ハイドという人物に対し、憧れを抱いたのがミニマリストを志したきっかけである[10]。

- 2015年10月12日に放送されたビートたけしのTVタックル出演時点での持ち物は、約150アイテムだった。また同番組の中で、印税は推定1500万円あるという番組の推察に対して、「印税は寄付するんです全部」と話した。

- 2017/04/12にJapanSocietyNYCが公開したYouTube動画「Goodbye, Things: The New Japanese Minimalism」（29:40付近）にて、20平米のマンションに住んでいたと語っている。

- 2017/04/12にJapanSocietyNYCが公開したYouTube動画「Goodbye, Things: The New Japanese Minimalism」（3:40付近）にて、本は1000冊ほど持っていたと語った。

- 2017/04/12にJapanSocietyNYCが公開したYouTube動画「Goodbye, Things: The New Japanese Minimalism」（8:15付近）にて、醤油1本などという形でカウントしていくと、今はだいたい300個くらいのモノで生活していると語った。

- 日本経済新聞「縮む消費 ミニマリスト台頭 〜逆境の資本主義8」の取材動画の中で、「次別のところへ行く時も、スーツケース2つぐらいにおさまるようにしたい」と語った[11]。

- YouTube動画「Meet The Most Famous Minimalist In Japan: Fumio Sasaki | EVERYDAY BOSSES #8」内にて、断捨離や近藤麻理恵氏にも影響を受けていると語った。

- YouTube動画「Meet The Most Famous Minimalist In Japan: Fumio Sasaki | EVERYDAY BOSSES #8」内にて、12年くらい出版社に勤める中でミニマリズムに出会ったと語った。

- 自身がミニマリズムにおいて重要なターニングポイントとして挙げるのは、本棚をまるごと手放したことだと語った[4]。神保町の書店で、自身の本を一度にすべて売却した。この結果、不要な本に対する圧力から解放され、本当に読みたい本だけを持ち歩くことができるようになった。また、出版社で編集者として働く自分にとって、本を手放すことは非常に大きな決断であり、職業柄、読まない本が増え続けることにストレスを感じていたという。もう一つの大きな転機は、テレビを手放したことである。映画やテレビ番組が好きだったため、テレビがもたらす「見るべき」というプレッシャーに悩んでいたが、手放したことでその負担から解放された。テレビを見る必要がないことに気づき、ネットを使って見たい映画や番組を選んで視聴することで、心地よい生活を実現した。ミニマリズムの実践は、モノにとどまらず、情報にも及んでいる。佐々木は、目を引く情報を取り入れるのではなく、自分にとって必要な情報を取捨選択することに重点を置いており、インターネットの情報過多にも積極的に距離を置いている。

- 自身は、ミニマリズムを実践することで物理的にも精神的にも身軽になり、引っ越しの際には荷造りをわずか30分で終わらせることができたという。次の引っ越しではさらに短い時間で終わるだろうと述べており、ミニマリズムが生活に与える効率的な影響について触れている[4]。

- ビートたけしのTVタックル（2015年10月12日放送）において、「ミニマリストに目覚めたのは34歳の時」というテロップが表示された。

- 2016/08/28公開のYouTube動画、CNA Insider「Being A Minimalist: How I Decluttered My Life」取材時、靴は5足所有していると公言した。

- 「CREATORS STATION　第122回　佐々木典士（Fumio Sasaki）」のYouTube動画内にて、自身のミニマリストとしてのライフスタイルを通じて、生活の質や精神的充足について独自の視点から語っている。自身のミニマリズムの実践は、冷蔵庫内の調味料といった小さな物の処分から始まり、次第に生活全体の簡素化へと発展していった。以前は夜遅くまで働き、帰宅後に飲酒をし、翌朝遅くまで眠るという不規則な生活を送っていたが、ミニマリズムを取り入れることで、早起きを習慣とし、出かける前には必ず掃除を行うようになったと述べている。このような変化によって、「自己肯定感が生まれる」と語っている。また、居住空間については「汚れようがない部屋」にすることで、日々の忙しさによって部屋が荒れるという悪循環から解放されたと語った。自身の住居は必要最小限の物しか置かれておらず、来客にも「茶室のような空間」として接することができるという。書類や紙類に関しても、スキャンや撮影によってデジタル化し、物理的な保管を極力避けている。「いつか使うかもしれない」という思いから物を取っておくことの非効率さに着目し、それを手放すことで仕事の効率も向上したと述懐している。「買うこと、物を増やすことは誰でも得意だが、減らすこと、捨てることは学校でも教わらないし、技術として習得する必要がある」と述べ、ミニマリズムを「自分にとっての最小限とは何かを問い続ける行為」と定義している。その最小限は人によって異なってよく、それぞれが自身の基準を見出すことが重要だとしている。このような思想は、単なる物の処分にとどまらず、生活・思考・働き方における最適化と自己理解の深化を促すものであり、自身の著作活動にも通底している。

- YouTubeチャンネル「ムビコレ」のインタビュー「ストイックすぎて孤高の人に!? ミニマリスト佐々木典士がかつての自分を振り返って思うコト【佐々木典士インタビューPart1】」にて、パンデミック以前のフィリピン滞在中に規則的な生活（語学学校の時間割や朝の散歩習慣など）によって生活のリズムが安定していたことを振り返っている。一方、帰国後は家族との同居生活において、自身の習慣を自由に実行できない場面もあると述べており、個人と他者との生活スタイルの調整の難しさにも触れている。また、アルコール摂取との関わりについても言及しており、かつては飲酒に依存的であったが、パンデミックを機に禁酒を実行。自身の性格を「酒に飲まれるタイプ」と形容し、習慣の変化が自己の精神的安定に寄与したと語っている。

- YouTubeインタビュー「BusinessStadium-ビズスタ- 佐々木典士インタビューPart2」において、京都への移住や生活習慣の徹底的な簡素化（2年間毎日同じメニュー、同じ生活リズムを維持）について言及し、それを「精神と時の部屋」のような実験と表現している。友人や知人のいない場所で生活することにより、外的な刺激を排除し、自身の内面と向き合う試みであったという。また、40代に入ってからの精神的変化についても語っており、若い頃のように自分自身の成長や欲求を満たすことだけでは充足感を得られなくなったと述べている。その結果、地域社会や次世代との関わりへと意識が向かい、現在では香川県内の小学校でのボランティア活動や「子ども哲学対話」などを通じて地域貢献を行っている。また、若年期においては多様な経験を通じて自己を広げることが重要であるとしつつ、中年以降はコミュニティとの関わりや内省がより重要なテーマになると述べている。このような思想は、同世代の作家・ブロガーであるphaの著作とも共鳴する部分があり、互いに影響を受けていることを示唆している。

- 自身のYouTubeインタビュー「BusinessStadium-ビズスタ-　中年になると郷土史を調べたくなるのはなぜ？ ミニマリスト佐々木典士が過去、現在、今後を語る【佐々木典士インタビューPart3】」において、中年期以降の心身の変化や価値観の移行について語っている。インタビューの中で佐々木は、加齢に伴って感性や身体的な機能が衰える実感を述べ、特にかつては一人でいることで鋭敏だった感性や創造性が、年齢とともに変化していくことへの戸惑いや受容について触れている。また、かつては新たな土地に身を置くことが刺激になっていたが、現在では人とのつながりや共感の価値がより高まっていると述べた。加えて、年齢を重ねることで社会全体の構造的な役割交代にも関心を寄せ、「年長世代が自然に衰えていくことで、若い世代に活躍の場が生まれる」という視点を提示している。これにより、自身もそうした「隙間」に現れた一人であるという自覚を述べた。また、中年期は「選択肢が減る時期」であるとし、若い頃に抱いていた「無限の可能性による苦悩」から解放され、自身の限界や特性を理解する段階に移行することの意義についても語っている。さらに、年齢を重ねることで得られる「俯瞰的な視点」や「寛容さ」を「老人力」と表現し、異なる世代との接点における新たな発見や再評価の重要性を強調した。このような考察は、自身が30代の頃に執筆した著作『ぼくたちに、もうモノは必要ない。』などとも共鳴しており、当時の視点と現在の自身の内面の変化とを対比させる形で語られている。
- 「誠品生活日本橋」が公開したYouTube動画「【アーカイブ配信／2022年4月9日開催】『フツーに方丈記』（百万年書房）刊行記念　大原扁理さん×佐々木典士さんライブトーク」（4:33付近）にて、ミニマリスト全盛期の頃に、下鴨神社境内の鴨長明の「方丈の庵」を訪れたことがあると語った。

- 2025年4月7日に、原文パパのポストを引用する形で、「記事を書いてくださった方には頭が下がります。」と感謝の意を表した。[12]

- 2025年、人生で初めてのナイトダイビングをおこなった。[13]

### 嗜好
- タオルの代わりに、手ぬぐいを愛用していた。また、洗車用のタオルも愛用している[14]。
- グレー系のスウェットを愛用している[15]。2024年2月時点では、グレーからブラックに私的ファッションのトレンドが移行してきたと語っている[16]。
- 無印良品の折りたたみの机と椅子を一時期使用していた[17]。
- 五本指専門のアメリカのメーカー「Injinji （インジンジ）」の靴下を愛用している[18]。
- Moldex（モルデックス）の耳栓を愛用している[19]。
- ミニマリストになる以前は、モノが多く存在する部屋に住んでおり、多趣味でさまざまなものを集めていた。特に本、CD、DVD、カメラなどに熱中していた。
- 『ぼくたちに、もうモノは必要ない。』 （佐々木典士、ワニブックス）には、アイリスオーヤマの「エアリーマットレス」、アブラサスの「薄い財布」を使っているとの記載がある。また自身のブログ内でも「今、この瞬間を感じられる財布 アブラサスレビュー（4）」というタイトルのブログ記事を公開している[20]。
- ビートたけしのTVタックル（2015年10月12日放送）において、バナナ・リパブリックの革ジャン、水沢ダウン、柳宗理のステンレス鍋を所有している映像が流れた。
- ビートたけしのTVタックル（2015年10月12日放送）において、自分の所有している調味料のラベルをはがすのは、ラベルが刺激になるからとの理由で剥がしていると語った。
- 2016年2月5日、XにてAsics gel lyte III オールホワイトを二足買ったとの投稿をした[21]。
- X（旧Twitter）では「0フォロー」を長年貫いており、その時々の興味関心に応じて自ら検索するスタイルを取っている。
- 「キーボードはUSかUKがおすすめ。美しいし、機能的！」と語っている[22]。自身の所有しているMacBook Proのキーボードもキーボードに「かな」が記載されていないものを使用している。
- 2017/04/12にJapanSocietyNYCが公開したYouTube動画「Goodbye, Things: The New Japanese Minimalism」（11:25付近）にて、マハトマ・ガンジーの部屋の画像を自身の使っているマックのデスクトップ画像にしていると語った。
- 「デサントオルテライン」の水沢ダウンを所有している。[23]

## 著書
- ぼくたちに、もうモノは必要ない。
2015年に初の著書『ぼくたちに、もうモノは必要ない。』をワニブックスから刊行。本書はミニマリズムをテーマにしており、国内で16万部を超えるヒットとなった。また、世界26か国語に翻訳され、世界累計で78万部（電子書籍含む）以上のベストセラーとなっている。[3]

自身のかつての生活環境—物にあふれた部屋—から脱却し、持ち物を徹底的に見直す過程を通じて、幸福感や生き方そのものへの再考を促す内容が展開されている。2019年には増補版がちくま文庫より発売された。PRESIDENT Online（プレジデントオンライン）は、「今から10年前、2015年に刊行された『ぼくたちに、もうモノは必要ない。』 （佐々木典士、ワニブックス）は、「ミニマリスト」をその年のユーキャン新語・流行語大賞にノミネートさせるほどヒットした本。」と位置付けている。
- ぼくたちは習慣で、できている。
2018年には『ぼくたちは習慣で、できている。』をワニブックスから刊行。習慣形成に関する50のステップを紹介しており、世界12か国語に翻訳されている。日々の行動に根ざした習慣形成の考察を著している。生活を整える中で自然に身についた掃除や洗濯といった習慣を出発点に、難易度の高い行動変容（例：運動の継続、禁酒）に取り組む際の方法論を述べている。2022年には増補版がちくま文庫より発売された。

- 『自炊の壁: 料理の「めんどい」を乗り越える100の方法』

著者: 佐々木 典士、山口 祐加
出版日: 2025年3月5日
出版社: ダイヤモンド社
ページ数: 354ページ
料理の「めんどい」を乗り越え、自炊を楽しむ方法を提案する書籍で、自炊料理家の山口祐加との共著本。初心者から日々料理を作っている人までを対象に、実際に自炊をしている人々が直面する「自炊の壁」を乗り越えるためのアドバイスとコツを100項目で解説。一般的なレシピ本とは一線を画し、料理をするために必要な基礎知識や心構え、効率的な自炊を行うための工夫を解説している。特に、「何から始めていいかわからない」「美味しく作れているか不安」「献立が決まらない」など、料理初心者が感じる悩みを取り上げ、それらを解決するための実践的な方法を示している。

## 出演

### テレビ番組
- ビートたけしのTVタックル（2015年10月12日放送）[24]

- BS-TBS「薬丸マネー塾」（2025年8月3日(日)18:00〜放送回）

### ラジオ番組
- RADIO DONUTS（2025年4月12日放送）[25]